# Mickey Mansell
Mickey Mansell (Dungannon, 1973. augusztus 31. –) északír dartsjátékos. 2006-tól 2010-ig a British Darts Organisation, majd 2010-től a Professional Darts Corporation tagja. Beceneve "Clonoe Cyclone".

## Pályafutása

### BDO
Mansell 2006-tól 2010-ig a BDO szervezetnél indult versenyeken, amelyeken legjobb eredménye a 2006-os World Masters nagytornán a legjobb 128-ba való jutás volt.

### PDC
2010-től Mansell már a PDC versenyein indult, ahol már ebben az évben sikerült elődöntőt játszania az egyik Players Championship állomáson. Ebben az évben megnyerte a Tom Kirby Memorial Trophy-t, amellyel kvalifikálta magát a 2011-es PDC-dartsvilágbajnokságra. A vb-t a selejtező körben kezdte meg, ahol 4–0-ás vereséget szenvedett az új-zélandi Preston Ridd ellen.
2011-ben részt vett a UK Open-en, ahol a legjobb 64 között James Wade ellen esett ki.
2012-ben nem sikerült kijutnia a világbajnokságra, de Brendan Dolan-nel képviselhette Észak-Írországot a World Cup of Darts-on, amelyen a negyeddöntőben estek ki a holland csapat ellen.
2013-ban már újra részt vett a vb-n, amelynek első körében az ebben az évben utolsó világbajnoki címét megszerző Phil Taylor-ral játszott az első fordulóban, akitől 3–0-ra kikapott.
A következő világbajnoksága a 2015-ös volt, amelyen újra az első körben esett ki, ezúttal a belga Kim Huybrechts ellen. Mansellnek ezután évekig nem sikerült kijutnia a világbajnokságra, de 2018-ban megszerezte első tornagyőzelmét a PDC-nél, amely a Players Championship Barnsley-ban rendezett állomása volt. 
2019-ben négy év után újra kvalifikálta magát a vb-re, de ezúttal is az első körben kiesett, majd egy évvel később (2020) sem sikerült az első fordulóból továbbjutnia.

## Világbajnoki szereplései

### PDC
- 2011: Selejtező kör (vereség  Preston Ridd ellen 0–4 (leg))
- 2012: Első kör (vereség  Phil Taylor ellen 0–3)
- 2015: Első kör (vereség  Kim Huybrechts ellen 0–3)
- 2019: Első kör (vereség  Jim Long ellen 1–3)
- 2020: Első kör (vereség  Aszada Szeigo ellen 0–3)
- 2021: Második kör (vereség  Ricky Evans ellen 1–3)
- 2023: Második kör (vereség  Peter Wright ellen 0–3)
- 2024: Második kör (vereség  Brendan Dolan ellen 2–3)
- 2025: Második kör (vereség  Jonny Clayton ellen 2–3)

## Tornagyőzelmei
| Players Championships - Players Championship (BAR): 2018 | - Ireland Autumn Classic: 2009 - Tom Kirby Memorial Trophy: 2010 |